# Mario Giubertoni
Mario Giubertoni est un footballeur italien né le 8 décembre 1945 à Moglia. Il évoluait au poste de défenseur.

## Biographie
Mario Giubertoni est joueur du Palerme FC de 1964 à 1970. Il ne découvre la première division italienne que lors de la saison 1968-1969 durant laquelle il dispute 30 matchs,,.
Il est transféré au Inter Milan en 1970,.
Avec l'Inter, il est sacré Champion d'Italie en 1971,.
Il est également finaliste de la Coupe des clubs champions lors de la saison 1971-1972. L'Inter perd la finale contre l'Ajax Amsterdam sur le score de 0-2,.
En 1976, il est transféré à l'Hellas Vérone. Après une dernière saison avec le club de Vérone, il raccroche les crampons en 1977,,.
Mario Giubertoni dispute durant sa carrière 218 matchs pour 2 buts marqués en première division italienne. Au total, en compétitions européennes, il dispute 8 matchs de Coupe des clubs champions et 13 matchs de Coupe des villes de foire/Coupe UEFA

## Palmarès
Inter Milan
| - Championnat d'Italie (1) : - Champion : 1970-71. |  | - Coupe des clubs champions : - Finaliste : 1971-72. |